# André Vingt-Trois
« Vingt-Trois » redirige ici.  Pour le nombre, voir 23 (nombre). Pour les autres significations, voir Vingt-trois.
André Vingt-Trois, né le 7 novembre 1942 à Paris et mort dans la même ville le 18 juillet 2025, est un cardinal français, archevêque de Tours (1999-2005), archevêque de Paris (2005-2017) puis archevêque émérite de Paris, créé cardinal le 24 novembre 2007 par le pape Benoît XVI. Il est président de la Conférence des évêques de France du 5 novembre 2007 au 30 juin 2013.

## Biographie

### Famille
André Vingt-Trois est né dans le 5e arrondissement de Paris, d'une famille franc-comtoise. Il est le fils d'Armand Vingt-Trois et de Paulette Vuillamy (1911-2010). Son patronyme sous forme de nombre a vraisemblablement été donné à un ancêtre orphelin abandonné : cela pourrait être « le numéro d'une porte ou le numéro d'un lit ou le numéro du jour », selon le livre d'entretiens avec Pierre Jouve, Une mission de liberté.

### Prêtre
Après des études au lycée Henri-IV, André Vingt-Trois entre en 1962 au séminaire Saint-Sulpice à Issy-les-Moulineaux. Il est ordonné diacre en octobre 1968 par Daniel Pézeril, puis prêtre le 28 juin 1969 par le cardinal François Marty, et ensuite nommé vicaire de la paroisse Sainte-Jeanne-de-Chantal dans le 16e arrondissement de Paris, dont le curé était Jean-Marie Lustiger. En 1974, il est nommé directeur au séminaire de Saint-Sulpice, où il enseigne la théologie des sacrements.
Lorsque Jean-Marie Lustiger devient archevêque de Paris en 1981, il nomme André Vingt-Trois vicaire général. Celui-ci contribue à toutes les initiatives du début de l'épiscopat du cardinal Lustiger (École cathédrale de Paris, Radio Notre-Dame, redécoupage des secteurs paroissiaux, refonte de la formation des prêtres).

### Évêque

#### Évêque auxiliaire de Paris
Le 25 juin 1988, André Vingt-Trois est nommé évêque auxiliaire de Paris, avec le titre d'évêque titulaire de Thibilis (de), et consacré le 14 octobre suivant.
Il est également membre du conseil pontifical pour la famille à partir de février 1995.
En novembre 1998, il est élu président de la Commission épiscopale pour la famille.

#### Archevêque de Tours
André Vingt-Trois est nommé archevêque de Tours le 21 avril 1999 et est installé le 16 mai suivant.
Il relance les trois axes diocésains de son prédécesseur, Michel Moutel : « la prière, la charité et la mission » et, le 11 novembre 2002, invite les communautés paroissiales à décrypter « les chemins de Dieu dans [leur] histoire » pour « mieux comprendre comme Il nous appelle à annoncer l'Évangile ». Avec « Avance au large », le 11 novembre 2003, il demande à chaque communauté de « préparer un projet local d'action ». Le 11 novembre 2004, il invite à « rendre grâce à Dieu pour le chemin parcouru » et se réjouit de « l'acte d'espérance sur l'avenir » posé par les communautés locales par les objectifs qu'elles se sont fixés.
Après les attentats du 11 septembre 2001, il organise des rencontres interreligieuses permettant aux différentes confessions et religions d'apporter leur regard sur différents sujets, tels que la « transmission des convictions religieuses » le 26 novembre 2003 pour la 5e rencontre.
Le 8 décembre 2001, il autorise par décret les pèlerinages et le culte public célébré à L'Île-Bouchard en l'honneur de « Notre-Dame de la Prière », au terme d'une enquête diocésaine de dix-huit mois.

#### Archevêque de Paris
André Vingt-Trois est nommé archevêque de Paris par le pape Jean-Paul II le 11 février 2005, jour de la fête de Notre-Dame de Lourdes. Il succède au cardinal Lustiger, en fonction depuis le 2 février 1981 et démissionnaire en raison de son âge, comme le veut la règle. Il est installé le 5 mars 2005 et devient ainsi le 30e archevêque de Paris.
Le 20 février 2007, il est nommé membre de la congrégation pour les évêques par le pape Benoît XVI.
Le 10 août 2007, il préside la célébration des obsèques du cardinal Jean-Marie Lustiger à Notre-Dame de Paris en présence du président de la République, du Premier ministre et du légat du pape, le cardinal Paul Poupard.
Le 5 novembre 2007, il est élu président de la Conférence des évêques de France (CEF).

### Cardinal
André Vingt-Trois est créé cardinal par le pape Benoît XVI, avec le titre de cardinal-prêtre de Saint-Louis-des-Français, lors du consistoire du 24 novembre 2007.
Il est membre de la Congrégation pour les évêques, du Conseil pontifical pour la pastorale des migrants et des personnes en déplacement, jusqu'à sa suppression le 1er janvier 2017, du comité de présidence du Conseil pontifical pour la famille jusqu'à sa cessation le 1er septembre 2016, et de la Congrégation pour les Églises orientales à partir du 7 mars 2012.
En juin 2009, il préside, en tant que légat du pape Benoît XVI la clôture de l'Année Saint-Paul au Liban.
En 2013, il préside le jubilé de la cathédrale Notre-Dame de Paris, à l'occasion de son 850e anniversaire ; il nomme et bénit, entre autres, les nouvelles cloches et le nouveau bourdon installé pour l'occasion.
Il participe au conclave de 2013 qui élit le pape François. Du 5 au 19 octobre 2014, il est l'un des trois présidents délégués du Synode des évêques sur la famille.
Le 8 août 2015, il est nommé comme envoyé spécial du pape à l'occasion de la consécration de la nouvelle cathédrale du diocèse de Créteil.
Le 28 mars 2017, le diocèse de Paris annonce que le cardinal est hospitalisé depuis plus d'un mois, atteint du syndrome de Guillain-Barré à la suite d'une infection virale. Il « reprend ses activités » après avoir « quitté l'hôpital à la fin du mois d'avril » 2017.
Le 7 décembre 2017, il est remplacé à l'archidiocèse de Paris par Michel Aupetit, alors évêque de Nanterre.
Le 7 novembre 2022, atteignant l'âge de 80 ans, il perd sa qualité d'électeur, ce qui l'empêche de prendre part aux votes du conclave de 2025 (élection de Léon XIV).
Le cardinal André Vingt-Trois meurt le 18 juillet 2025 à Paris, âgé de 82 ans,. Ses obsèques sont célébrées le 23 juillet 2025 en la cathédrale Notre-Dame de Paris par l'archevêque Laurent Ulrich. Il est inhumé dans la crypte de Notre-Dame de Paris, dans le caveau des archevêques.

### Président de la Conférence des évêques de France
Le 5 novembre 2007, André Vingt-Trois devient président de la CEF. Il accède ainsi, à 64 ans, à la plus haute fonction de l'Église catholique de France. Comme ses prédécesseurs, il est élu lors d'une assemblée plénière pour un mandat de trois années, renouvelable une fois. Ces assemblées, qui réunissent tous les évêques de France (120 environ), se tiennent deux fois par an à Lourdes. Elles prennent des décisions concernant l'Église catholique romaine en France et émettent des avis sur des questions de société.
En 2013, à l'issue de ses deux mandats, André Vingt-Trois quitte son poste. Georges Pontier, archevêque de Marseille prend sa succession.

## Action
Cette section est promotionnelle ou publicitaire (juillet 2025). Considérez son contenu avec précaution et/ou discutez-en.

### Vision et projet
Le 3 décembre 2005, André Vingt-Trois fixe à Notre-Dame de Paris les grandes orientations de son diocèse. Son intervention Notre mission à Paris définit quatre champs prioritaires : les jeunes, le social, la famille et l'éthique. Dans cette ligne, qui reprend les acquis des décennies précédentes et la dynamique de la mission diocésaine de Paris Toussaint 2004, le cardinal Vingt-Trois invite les paroisses à un travail de discernement pour qu'elles concentrent davantage de force pour aller vers ceux « qui ne (…) demandent plus rien ».
Après trois années de visites pastorales des paroisses de 2005 à 2008, les « Assises de la Mission » se tiennent en 2008 et 2009. À partir de douze thématiques se dégageant des visites pastorales, et pour que les orientations diocésaines ne soient pas « un choix arbitraire de l'archevêque », André Vingt-Trois demande aux paroisses d'effectuer une synthèse lui permettant de promulguer des « orientations missionnaires diocésaines ».
Les Assises de la Mission conduisent aux trois années de « Paroisses en Mission », entre 2009 et 2012. Dans son intervention introductive du 19 mai 2009, le cardinal Vingt-Trois rappelle que « l'objectif diocésain [de Paroisses en Mission] est de faire adhérer le plus grand nombre possible des catholiques parisiens [à] six points d'attention » : la formation, la vie spirituelle, l'appartenance à une communauté, la visibilité de l'action, l'annonce de l'Évangile et la culture de l'appel.
Le travail des années 2009 à 2012 permet de préparer et de mobiliser les catholiques parisiens à l'opération « Avent 2014 », pendant laquelle plus de cinq cents projets missionnaires sont déployés durant le mois de décembre 2014. Lors du lancement le 22 novembre 2014, le cardinal Vingt-Trois envoie les catholiques de Paris « à travers la ville pour annoncer que la naissance de Jésus est la cause et la source de notre joie ».
En septembre 2015, alors qu'il lance un programme pastoral diocésain « Mission 2015-2018 », il explique aux paroisses : « C'est pour favoriser cet enracinement dans la durée que, depuis dix ans, je me suis efforcé de vous proposer des programmes d'action pluriannuels et de réfléchir les objectifs de vos communautés dans ce cadre. » Dans la suite de l'Avent 2014, et pour se « mettre en “état permanent de mission”, comme (…) y invite le pape François », il propose trois pistes prioritaires : Annoncer, Partager, Transmettre.
Le diocèse de Paris renforce ainsi une « culture missionnaire (…) au sein même des paroisses dans le cadre d'un diocèse ».

### Jeunesse
Le cardinal Vingt-Trois fait de la jeunesse l'une des priorités missionnaires de son diocèse, comme il l'annonce aux paroisses de Paris le 3 décembre 2005. Il le redit en 2008 aux personnes en responsabilité auprès des jeunes : « L'action et la pastorale auprès des jeunes est bien évidemment pour moi quelque chose de tout à fait décisif ».
Chaque année, il préside en novembre une messe de rentrée pour les étudiants d'Île-de-France et il participe au printemps au pèlerinage des 18-30 ans à Chartres et au rassemblement du Frat.
Au long de ses interventions, il appelle les participants à « porter cette question : “Seigneur, qu'est-ce que tu veux que je fasse ?” » et à travailler pour la paix en invitant « [au] geste de réconciliation et de pardon, [au] sourire là où règne l'indifférence ou la haine, [à] aller vers ceux qui ne sont pas comme nous, [à] accueillir ceux qui ne sont pas comme nous, [à] faire pour eux une place à notre table ».
En septembre 2010, dans sa lettre pastorale La famille et la jeunesse : une espérance !, il écrit aux jeunes : « Si vous avez la chance de vivre dans une famille unie et paisible, sachez que c'est un don formidable. (…) Si votre famille traverse des moments de tension, si vos parents se sont séparés, sachez que vous êtes pour eux un gage d'espérance ».

### Solidarité
André Vingt-Trois invite les catholiques parisiens à vivre la charité en approfondissant les liens avec ceux qui souffrent. La charité, « c'est apprendre à donner quelque chose de soi-même, ce qui nous est le plus précieux et le plus difficile à accorder : notre temps, notre attention ou notre présence aux autres » explique-t-il lors du Forum de la Charité organisé en 2009.
Il se réjouit du « succès [d']un mode de présence très proche des besoins et des personnes nécessiteuses » des paroisses parisiennes et demande la création dans chaque paroisse d'une « équipe locale pour la solidarité ».
En 2008, le cardinal André Vingt-Trois encourage l'ouverture des locaux paroissiaux pendant la période de grand froid pour accueillir de manière fraternelle des sans-abri et crée ainsi l'opération « Hiver Solidaire ». « En 2016, 24 paroisses ont participé et accueilli 159 sans-abris avec plus de 2 000 bénévoles ».
Le cardinal André Vingt-Trois célèbre régulièrement des messes à Notre-Dame de Paris en présence de sans-abri.

### Famille
André Vingt-Trois est président de la Commission de la famille de la Conférence des évêques de France de 1998 à 2005 et consulteur du Conseil pontifical pour la famille à partir de 1995. Il appelle à consolider les structures familiales qui fondent la société française, convaincu que : « la famille est l'un des éléments constitutifs les plus importants de la construction et du développement du tissu social ».
Il encourage l'écoute, la formation et l'accompagnement des jeunes et exhorte la société à apprendre « à intégrer (…) les jeunes à qui on distribue des diplômes sans s'inquiéter de savoir s'il y a du travail au bout ».
Il alerte sur les dangers d'un monde où les intérêts économiques sont systématiquement privilégiés aux dépens des intérêts humains, comme il a pu le dire sous forme d'une boutade à un journaliste à l'occasion de la 5e Rencontre des familles à Valence en Espagne en 2006 : « La société n'a pas perdu ses valeurs, elles les a changées ! C'est le règne du CAC 40 ! ». Il appelle les chrétiens à « prendre conscience et faire prendre conscience des valeurs qui sont plus importantes : la générosité et le sens du service ; sortir de soi-même et entrer en relation avec les autres, être utile à l'humanité ».
En 2010-2011, pour l'Année « Famille et Jeunesse » du triptyque Paroisses en mission, le cardinal Vingt-Trois publie le livre La Famille, un bonheur à construire. Des couples interrogent l'archevêque de Paris. Il rappelle alors que « ce n'est pas la doctrine catholique qui fait que l'homme et la femme sont différents [et] que c'est mieux d'élever un enfant entre un homme et une femme qu'autrement. Les sociétés humaines ont codifié le système éducatif bien avant la doctrine catholique. L'adhésion au Christ donne un sens plus plénier à tout cela, mais cela existe par ailleurs ».
Convaincu de l'efficacité du témoignage, le cardinal Vingt-Trois envoie aux évêques de France le 25 juillet 2012 une proposition nationale de prière pour la France à l'occasion de l'Assomption du 15 août 2012. Il invite à prier « pour les enfants et les jeunes ; que tous nous aidions chacun à découvrir son propre chemin pour progresser vers le bonheur ; qu'ils cessent d'être les objets des désirs et des conflits des adultes pour bénéficier pleinement de l'amour d'un père et d'une mère ».

#### Mariage homosexuel
En septembre 2012, André Vingt-Trois est consulté par Christiane Taubira, Garde des Sceaux, sur l'ouverture du mariage aux personnes de même sexe. Il souhaite infléchir le contenu de ce projet de loi et déclare : « Il ne faut pas se laisser entraîner dans un débat idéologique homophile/homophobe».
Début novembre 2012, lors d'une assemblée plénière devant 120 évêques à Lourdes, il dénonce la gravité de l'enjeu du mariage homosexuel qui, selon lui, bouleverserait en profondeur les fondements de la société, et la « pression ostentatoire de quelques lobbies ». Il encourage les catholiques à « se manifester » pour qu'ils apportent au débat national leurs contributions réfléchies ; il regrette que les aspects idéologiques l'aient emporté sur la recherche du meilleur service des générations à venir.
Fin novembre 2012, lors d'une visite à Rome, il prononce un long plaidoyer pour les liens de sang dans la famille, et s'inquiète de la perte du principe de filiation, en cas d'adoption dans le cadre du mariage homosexuel. Il se dit en accord avec Christiane Taubira, qui avait elle-même dit qu'il s'agissait d'une « réforme de civilisation », et donc « pas seulement deux ou trois virgules à changer dans le Code civil » tout en craignant qu'un jour on puisse « acheter un enfant sur internet »,.
Sollicité par le législateur, il fait remarquer à la Commission des lois de l'Assemblée nationale le 29 novembre 2012 : « Toute la jurisprudence française des procédures d'adoption est fondée sur “l'intérêt supérieur de l'enfant”. Or, on est frappé ici par l'absence de référence aux conséquences prévisibles pour les enfants. Comme si le projet ne visait qu'à satisfaire les attentes des adultes, auxquels, par ailleurs, il semble reconnaître un "droit à l'enfant" ».

### Euthanasie
André Vingt-Trois demande que la vie soit mieux respectée, de son début jusqu'à la fin. Il observe que s'il « y a une telle campagne d'opinion en faveur de l'euthanasie, c'est aussi parce qu'on ne sait que faire avec les gens en fin de vie ». Il dénonce les manipulations sur les embryons et rappelle que l'embryon « n'est pas une personne accomplie, mais [qu']on ne peut nier qu'il est un être pleinement enraciné dans l'existence humaine ». Régulièrement, il pointe les législations qui visent à se débarrasser des plus faibles, malades ou âgés. Ainsi, par exemple, il questionne en avril 2009 : « Comment se satisfaire de l'élimination des individus non-conformes aux ratios d'une normalité supposée ? On ne sauve pas l'homme si on ne respecte pas les plus faibles ou si on rejette les plus diminués ou les plus exposés ».

### Monde politique
Comme archevêque de Paris, André Vingt-Trois a des contacts réguliers avec les autorités politiques du pays. Il préside chaque année une messe de rentrée des parlementaires à Sainte-Clotilde. Il participe aussi à l'instance de dialogue entre le Gouvernement et l'Église catholique créée en 2002.
André Vingt-Trois est régulièrement auditionné dans le cadre de projets de loi et de mission d'études : le 7 décembre 2005 par la mission d'information parlementaire sur la famille ; le 27 avril 2006 dans le cadre d'une consultation sur les cellules souches embryonnaires et le clonage ; le 10 juillet 2008 par la Commission Veil sur la réforme de la Constitution française ; en 2009 sur le principe du repos dominical ; devant la Commission des lois de l'Assemblée nationale sur le projet de loi ouvrant le mariage aux couples de personnes de même sexe le 29 novembre 2012 et au Sénat le 12 février 2013.

### Écologie
André Vingt-Trois incite les chrétiens à « mettre en œuvre une manière de vivre qui ne repose pas seulement sur la satisfaction de tous nos désirs » et ainsi à « réviser nos modes de consommation ».
Lors de la COP21, il déclare, à l'occasion d'une table-ronde organisée au collège des Bernardins le 7 décembre 2015 : « Si nous persistons à exclure la perspective d'une réalité qui transcende l'humanité, on se voue alors à l'impuissance pour résoudre les problèmes de l'homme et notamment la question écologique ».

### Relations avec le judaïsme
À la suite de son prédécesseur, le cardinal Vingt-Trois est investi dans le dialogue avec le judaïsme, estimant « qu'il ne peut pas y avoir de catholicisme sans lien profond avec le judaïsme ».
Le 20 octobre 2005, il organise avec le Consistoire de Paris une soirée célébrant le quarantième anniversaire de Nostra Ætate. En novembre 2015, à l'occasion du cinquantième anniversaire de la déclaration conciliaire Nostra Ætate, il reçoit la Déclaration pour le Jubilé de Fraternité à venir rédigée par cinq personnalités du judaïsme français. À la suite du cardinal Lustiger qui avait lancé ces rencontres en 2003, il se rend aux États-Unis pour participer à la rencontre entre évêques catholiques avec des très hauts représentants de l'orthodoxie juive à New York et Washington.
Du 12 au 16 février 2007, le cardinal Vingt-Trois conduit un pèlerinage en Terre sainte avec près de 600 pèlerins. Du 21 au 25 octobre 2013, il effectue un voyage en Israël, à l'occasion de l'inauguration d'un mémorial au cardinal Lustiger sur le site de l'abbaye bénédictine d'Abu Gosh.

## Polémiques

### Comité de la jupe
Le 6 novembre 2008 sur le plateau de Radio Notre-Dame, André Vingt-Trois est interrogé sur la possibilité pour les femmes de lire la Bible au cours des célébrations — ce qui est déjà habituel et parfois remis en cause dans l'Église catholique. Il répond alors : 

« Le plus difficile, c’est d’avoir des femmes qui soient formées. Le tout n’est pas d’avoir une jupe, c’est d’avoir quelque chose dans la tête. »

Un comité d'une quinzaine de femmes, constitué par Christine Pedotti et par Anne Soupa, dépose plainte auprès de l'Officialité de Paris, un tribunal ecclésiastique, au nom de « l'égale dignité des baptisés » hommes ou femmes. La plainte est retirée à la suite des excuses d'André Vingt-Trois pour sa « maladresse ». Le Comité de la jupe perdure,,.

### Accusations de non-dénonciation d'agressions sexuelles sur majeur
Début 2016, André Vingt-Trois est informé de suspicions d'abus sexuels commis par le supérieur des Missions étrangères de Paris, Georges Colomb, peu avant l’ordination épiscopale de ce dernier. André Vingt-Trois n’est pas convaincu. Georges Colomb est ordonné par le cardinal Vingt-Trois en mai 2016.
Le 13 juin 2023, trois titres de la presse catholique, La Croix, Famille chrétienne et La Vie, publient une enquête issue d'une « collaboration inédite pour vérifier certaines informations et mutualiser plusieurs contacts — chaque titre restant indépendant quant au travail journalistique »,,. Georges Colomb se met en retrait de son diocèse de La Rochelle et Saintes lors de la publication conjointement par La Vie, Famille chrétienne et La Croix d'une enquête le visant. Le 17 novembre 2023, Georges Colomb est mis en examen pour tentative de viol,,.

## Succession apostolique
André Vingt-Trois a ordonné les évêques suivants :
- Archevêque Jérôme Daniel Beau (2006)
- Évêque Jean-Yves André Michel Nahmias (2006)
- Évêque Alain Castet (2008)
- Évêque Renauld Marie François de Dinechin (2008)
- Archevêque Éric Marie de Moulins d'Amieu de Beaufort (2008)
- Évêque Yves Le Saux, Comm. l'Emm. (2009)
- Archevêque Luc Marie Daniel Ravel, C.R.S.V. (2009)
- Évêque Jacques Raymond Germain Benoit-Gonnin, Comm. l'Emm. (2010)
- Archevêque Michel Christian Alain Aupetit  (2013)
- Évêque Georges Colomb, M.E.P. (2016)
- Évêque Denis Jean-Marie Jachiet (2016)
- Archevêque Thibault Verny (2016)
- Évêque Antoine de Romanet de Beaune (2017)

## Décorations
- Officier de la Légion d'honneur (décret du 30 décembre 2011, décoré le 21 janvier 2012).
- Officier de l'ordre national du Mérite[85].
- Grand officier de l'ordre national du Bénin, décoré le 22 août 2011[86].

## Publications

### Comme auteur
- André Vingt-Trois, Une année de bienfaits : textes, homélies, interventions 1999-2000, Paris, CLD, 2000, 158 p. (ISBN 978-2-85443-373-9)
- André Vingt-Trois, Connaître la foi catholique, Paris, Éditions Le Sénévé, 2000, 86 p. (ISBN 978-2-910812-55-3)
- André Vingt-Trois, Le petit guide de la Foi catholique, Paris, Éditions Le Sénévé, 2001 (ISBN 978-2-283-73147-5)
- André Vingt-Trois, La famille, Paris, Éditions Fleurus, coll. « Parole d'Église », 2002 (ISBN 978-2-7289-1014-4)
- André Vingt-Trois, Les signes que Dieu nous donne, Les Plans, Suisse, Éditions Parole et Silence, 2007, 168 p., poche (ISBN 978-2-84573-601-6)
- André Vingt-Trois, Croire, espérer, aimer, Paris, Presses de la Renaissance, 2007, 343 p. (ISBN 978-2-7509-0364-0, LCCN 2008366191)
- André Vingt-Trois, La liberté dans la foi : entretiens avec Michel Cool, La Tour d'Aigues, France, l'Aube, coll. « Monde en cours/A voix nue », 2008, 123 p. (ISBN 978-2-7526-0509-2)
- André Vingt-Trois, Évêques, prêtres et diacres : année du Sacerdoce, Paris, Éditions Médiaspaul, 2009, 166 p. (ISBN 978-2-7122-1111-0)
- André Vingt-Trois, Une mission de liberté : entretiens avec Pierre Jouve, Paris, Éditions Denoël, coll. « Hors collection », 2010 (ISBN 978-2-207-26187-3)
- André Vingt-Trois, Prier : pourquoi ? Comment ?, Paris, Éditions Pocket, 2010, 122 p. (ISBN 978-2-266-21112-3)
- André Vingt-Trois, La famille, un bonheur à construire : des couples interrogent l'archevêque de Paris, Paris, Éditions Parole et Silence, 2011, 186 p. (ISBN 978-2-84573-905-5)
- André Vingt-Trois, Quelle société voulons-nous ?, Paris, Éditions Pocket, 2012, 158 p. (ISBN 978-2-266-22579-3)
- André Vingt-Trois, Dieu ouvre des chemins : itinéraires en suivant l'Évangile de saint Matthieu, Paris, Éditions Salvator, 2015, 224 p. (ISBN 978-2-7067-1203-6)
- André Vingt-Trois, La Parole s'accomplit : à l'écoute de l'Évangile de saint Luc, Paris, Éditions Salvator, 2016, 356 p. (ISBN 978-2-7067-1544-0)
- André Vingt-Trois, Découvrir Jésus en lisant saint Marc, Paris, Éditions Salvator, 2017, 216 p. (ISBN 978-2-7067-1449-8)

### En collaboration
- Alain Norvez, Maïten Court, et André Vingt-Trois, Dossier cohabitation juvénile, Paris, Éditions Chalet, 1989, 190 p. (ISBN 978-2-7023-0311-5)
- Claude Dagens, Pierre Faure, Hélène Bricout, et André Vingt-Trois, Le sacrement de mariage : guide pastoral du nouveau Rituel, Paris, Éditions du Cerf, 2006, 169 p. (ISBN 978-2-204-08106-1, OCLC 469660058)

### Conférences de carême à Notre-Dame de Paris
- André Vingt-Trois, collectif, Dialogue entre la foi chrétienne et la pensée contemporaine, Les Plans, Suisse, Éditions Parole et Silence, 2005, 180 p. (ISBN 978-2-84573-298-8)
- André Vingt-Trois, collectif, Voici l'homme : conférences de Carême à Notre-Dame de Paris, Les Plans, Suisse, Éditions Parole et Silence, 2006, 161 p. (ISBN 978-2-84573-399-2)
- André Vingt-Trois, collectif, Qu'est-ce que la vérité ?, Les Plans, Suisse, Éditions Parole et Silence, 2007, 175 p. (ISBN 978-2-84573-561-3)
- André Vingt-Trois, collectif, Qui dites-vous que je suis ? : conférences de carême de Paris, 2008, Les Plans, Suisse, Éditions Parole et Silence, 2008, 157 p. (ISBN 978-2-84573-646-7, BNF 41245296)
- André Vingt-Trois, collectif, Saint Paul : Juif et apôtre des nations, Les Plans, Suisse, Éditions Parole et Silence, 2009, 151 p. (ISBN 978-2-84573-760-0, BNF 42015480)
- André Vingt-Trois, collectif, Vatican II : Une boussole pour notre temps, Les Plans, Suisse, Éditions Parole et Silence, 2010, 160 p. (ISBN 978-2-84573-853-9, BNF 42172166)
- André Vingt-Trois, collectif, La famille : Héritage ou avenir ?, Paris, Éditions Parole et Silence, 2011, 160 p. (ISBN 978-2-84573-924-6, BNF 42412045)
- André Vingt-Trois, collectif, La solidarité : Une exigence et une espérance, Paris, Éditions Parole et Silence, 2012, 184 p. (ISBN 978-2-88918-055-4)
- André Vingt-Trois, collectif, Croire, une chance pour tous, Paris, Éditions Parole et Silence, 2013, 162 p. (ISBN 978-2-88918-153-7, BNF 44308538)
- André Vingt-Trois, collectif, L'homme, un être appelé, Paris, Éditions Parole et Silence, 2014, 150 p. (ISBN 978-2-88918-259-6, BNF 44313921)
- André Vingt-Trois, collectif, Six visages de la vie consacrée, Paris, Éditions Parole et Silence, 2015, 132 p. (ISBN 978-2-88918-539-9, BNF 45142381)
- André Vingt-Trois, collectif, Culture et évangélisation : 2016 : le sens spirituel des cultures, Paris, Éditions Parole et Silence, 2016, 144 p. (ISBN 978-2-88918-851-2, BNF 45240786)
- André Vingt-Trois, collectif, Culture et évangélisation : 2017 : le Christ et la culture, Paris, Éditions Parole et Silence, 2017, 220 p. (ISBN 978-2-88918-769-0, BNF 45321350)